# Кућа са првом апотеком у Љигу
Кућа са првом апотеком у Љигу је прва кућа у Љигу подигнута према архитектонском плану, 1939. године. Убраја се у споменике културе од великог значаја.

## Историја
У време када је фармацеут Савка Ристић отворила прву апотеку, 1927. године (која се није налазила у кући у ул. Војводе Мишића бр. 29 већ у улици Саве Церковић у изнајмљеној кући Десимира Сајића), Љиг је 1922. добио статус варошице, постао економски центар овог подручја и добио први регулациони план. Према попису из 1925. године варошица је бројала 269 становника. У то доба Љиг је имао само две улице, доњу и горњу, цркву, занатску задругу и основну школу. Апотека је у доњој улици радила до 1939. године. Те године Савка Ристић подиже зграду са пословно – стамбеном наменом у коју премешта апотеку. Ову зграду пројектовао је архитекта Миленко Савчић (1901 – 1954), син инг. Милоша. Миленко је дипломиао на Архитектонском факултету у Београду. У периоду између два светска рата он је као овлашћени архитекта пројектовао и приватне и државне објекте. Био је дугогодишњи члан Управног одбора Промет банке у Београду. Као члан Управног одбора грађевинског предузећа “Лабор” (Рад) које је Прометна банка основала 1925. године. Зграда са првом апотеком у Љигу, поред тога што је била прва кућа изграђена према пројекту, била је и први објекат у овој варошици на коме је примењен, за овај крај нови материјал, армирани бетон.

## Изглед куће
Пројектована је као пословно – стамбени објекат на регулационој линији улице, са великим двориштем у позадини. У приземљу је простор за апотеку и мању стамбену јединицу, а на спрату само за стамбени део. Пословни део се састоји из три локала до улице и две помоћне просторије. Све просторије су повезане између себе, као и са стамбеном јединицом у приземљу која је оријентисана према дворишту. Кућа је квадратне основе, са подрумом под једним делом објекта. Кров је сложен, а покривач је бибер цреп. У време када је подигнута беше најлепша и најсолиднија грађевина у Љигу. Утицај модерне архитектуре огледа се у обради главне – уличне фасаде. На њој нема профилисаних украса (сем на кровном венцу), а фасадна површина “разбијена” је великим порталима и излозима у приземљу и исто тако великим прозорским отворима на спрату, (на објекту је оригинална столарија коју је урадио мајстор Раденко Павловић из Љига). Зидна платна, према улици, су подељена на мања поља, ортогоналном шемом. Завршетак фасаде је у облику степенастог забата који издужује и проширује површине ове фасаде, на коме су на малтеру изведени иницијали власника куће и година њене градње. Изнад централног приземног портала постављен је балкон који је без ограде. Поред овог балкона зграда има терасу на спрату према дворишту. Веза између приземља и спрата остварена је врло лепим широким дрвеним степеништем.